# Crozes-Hermitage
Crozes-Hermitage és un municipi francès al departament de la Droma de la regió d'Alvèrnia-Roine-Alps. L'any 2007 tenia 526 habitants.

## Demografia

### Població
El 2007 la població de fet de Crozes-Hermitage era de 526 persones. Hi havia 178 famílies de les quals 28 eren unipersonals (20 homes vivint sols i 8 dones vivint soles), 49 parelles sense fills, 97 parelles amb fills i 4 famílies monoparentals amb fills.
La població ha evolucionat segons el següent gràfic:

### Habitatges
El 2007 hi havia 195 habitatges, 183 eren l'habitatge principal de la família, 8 eren segones residències i 4 estaven desocupats. 189 eren cases i 5 eren apartaments. Dels 183 habitatges principals, 153 estaven ocupats pels seus propietaris, 28 estaven llogats i ocupats pels llogaters i 2 estaven cedits a títol gratuït; 4 tenien dues cambres, 23 en tenien tres, 49 en tenien quatre i 107 en tenien cinc o més. 132 habitatges disposaven pel capbaix d'una plaça de pàrquing. A 69 habitatges hi havia un automòbil i a 110 n'hi havia dos o més.

### Piràmide de població
La piràmide de població per edats i sexe el 2009 era:
| Homes | Edats   | Dones |
| ----- | ------- | ----- |
| 0     | 95 o +  | 0     |
| 0     | 90 a 94 | 8     |
| 0     | 85 a 89 | 0     |
| 4     | 80 a 84 | 0     |
| 8     | 75 a 79 | 16    |
| 0     | 70 a 74 | 4     |
| 4     | 65 a 69 | 0     |
| 4     | 60 a 64 | 4     |
| 20    | 55 a 59 | 8     |
| 8     | 50 a 54 | 32    |
| 36    | 45 a 49 | 12    |
| 16    | 40 a 44 | 16    |
| 16    | 35 a 39 | 16    |
| 24    | 30 a 34 | 12    |
| 8     | 25 a 29 | 12    |
| 8     | 20 a 24 | 8     |
| 8     | 15 a 19 | 8     |
| 12    | 10 a 14 | 28    |
| 4     | 5 a 9   | 8     |
| 16    | 0 a 4   | 16    |

## Economia
El 2007 la població en edat de treballar era de 346 persones, 247 eren actives i 99 eren inactives. De les 247 persones actives 228 estaven ocupades (128 homes i 100 dones) i 18 estaven aturades (7 homes i 11 dones). De les 99 persones inactives 35 estaven jubilades, 39 estaven estudiant i 25 estaven classificades com a «altres inactius».

### Ingressos
El 2009 a Crozes-Hermitage hi havia 185 unitats fiscals que integraven 520,5 persones, la mediana anual d'ingressos fiscals per persona era de 19.650 €.

### Activitats econòmiques
Dels 14 establiments que hi havia el 2007, 1 era d'una empresa extractiva, 1 d'una empresa alimentària, 1 d'una empresa de fabricació d'elements pel transport, 4 d'empreses de construcció, 2 d'empreses de comerç i reparació d'automòbils, 1 d'una empresa de transport, 1 d'una empresa d'hostatgeria i restauració, 2 d'empreses immobiliàries i 1 d'una empresa de serveis.
Dels 5 establiments de servei als particulars que hi havia el 2009, 1 era un paleta, 2 guixaires pintors, 1 lampisteria i 1 restaurant.
L'únic establiment comercial que hi havia el 2009 era una fleca.
L'any 2000 a Crozes-Hermitage hi havia 18 explotacions agrícoles que ocupaven un total de 90 hectàrees.

## Equipaments sanitaris i escolars
El 2009 hi havia una escola elemental integrada dins d'un grup escolar amb les comunes properes formant una escola dispersa.

## Poblacions properes
El següent diagrama mostra les poblacions més properes.